# 260 (печера)
260 (рос. 260) — печера в Архангельській області, на Біломорсько-Кулойському плато європейської півночі Росії. Карстова печера комплексного (горизонтального и вертикального) типу простягання. Загальна протяжність — 52 м. Глибина печери становить 12 м. Категорія складності проходження ходів печери — 1.